# Type 1895

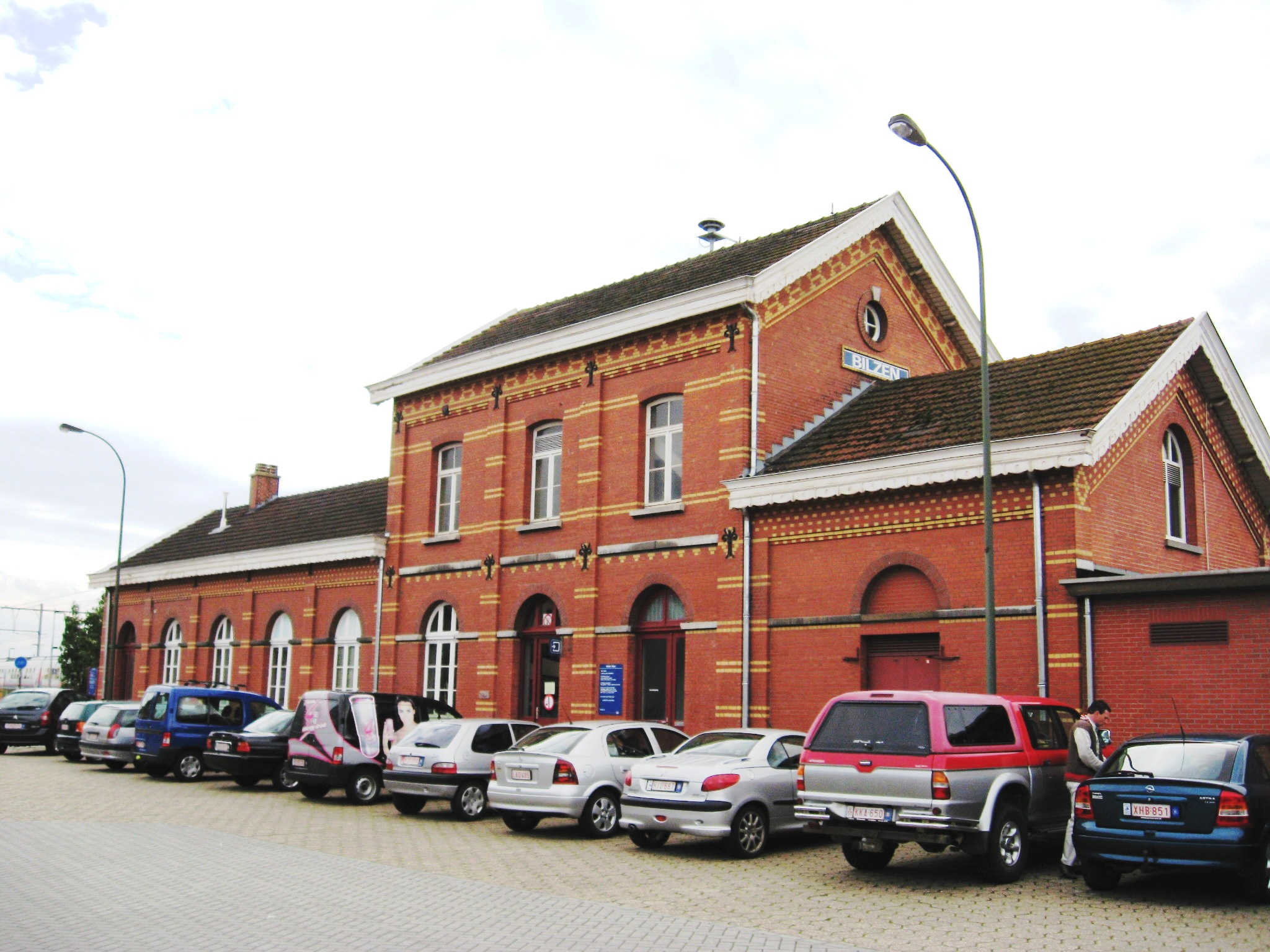
Station Bilzen - Type 1895 L5

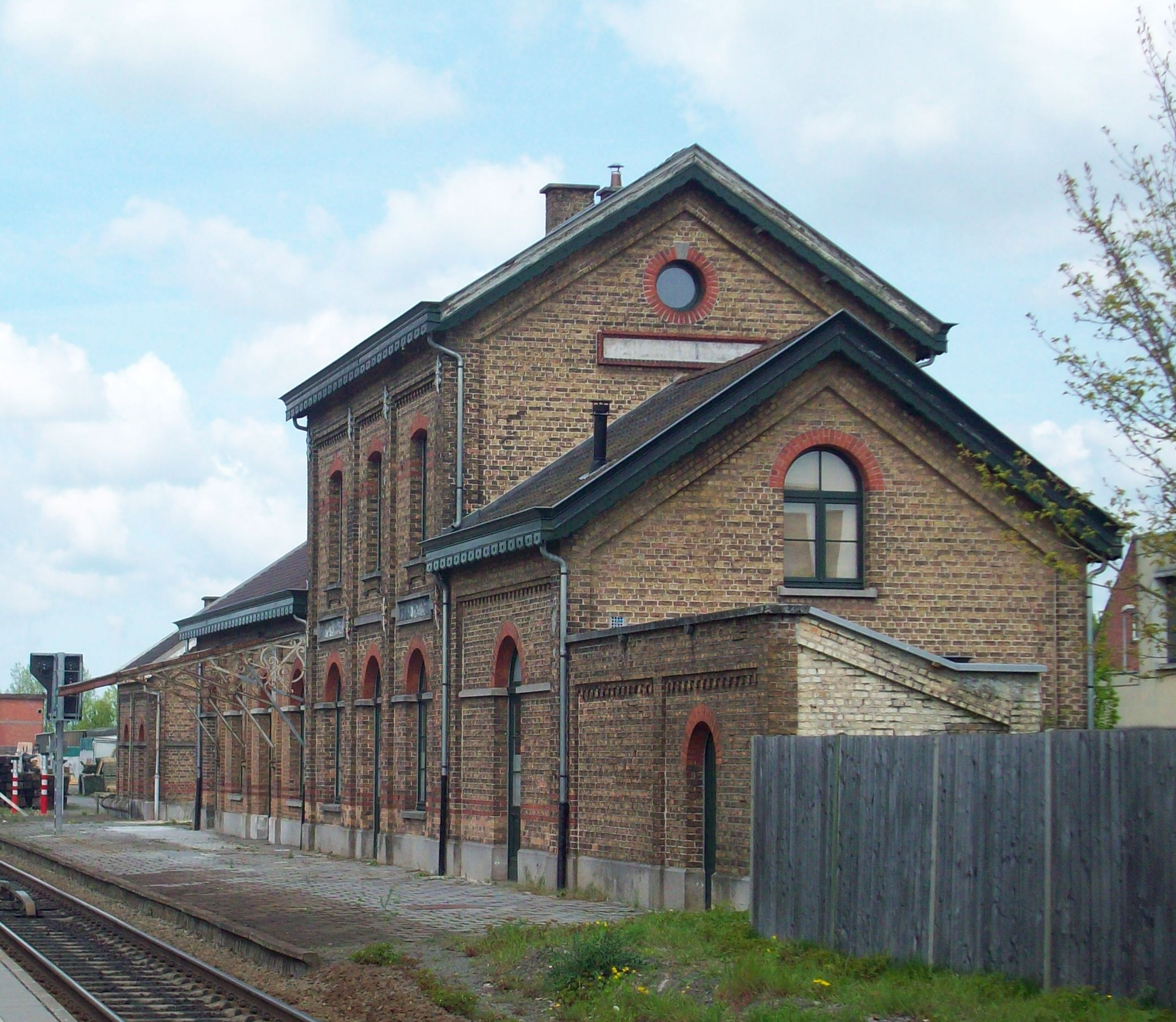
Station Sleidinge - Type 1895 R4 (gezien van de spoorzijde, dus de lange vleugel hier op de foto links van het centrale middengedeelte zit van aan de straatkant gezien rechts)

Type 1895 is een aanduiding voor de classificatie van stationsgebouwen in België. Het getal 1895 duidt op het jaartal 1895 toen dit standaardtype het eerst verscheen. Deze stations werden gebouwd door de Staat, die toen een aanzienlijk spoorwegennet onder haar beheer had. Vaak door de overname van particuliere spoorwegondernemingen. Het is een gewijzigde versie van het eerdere standaardtype Type 1881.
Het gebouw bestaat uit 3 delen: één centraal gedeelte onder zadeldak, geflankeerd door twee lagere vleugels eveneens onder een zadeldak.
De korte zijvleugel heeft standaard 1 venster (of deur) terwijl het aantal muuropeningen in de andere vleugel varieerde afhankelijk van het gebruik. Dit varieerde van meestal 3 tot zelfs 13 openingen (vensters en deuren samengeteld) in Lichtervelde. Deze zijvleugel werd meestal voorbehouden voor het gezin van de stationschef. Het grote verschil met type 1881 is dat deze vleugel niet meer plat is maar net als de andere twee vleugels bedekt is met een zadeldak.
De lange vleugel kon van de straatkant gezien zowel aan de linkerkant als de rechterkant zitten. In het classificatieschema wordt dit aangeduid met L of R gevolgd door het aantal muuropeningen in de lange vleugel. Een voorbeeld van dergelijke typeaanduiding is Type 1895 R3. Hier bevindt de lange vleugel zich van de straatkant gezien aan de rechterkant en zijn er 3 muuropeningen.
Het centrale gedeelte bestaat uit 2 bouwlagen waarvan de ramen en deuropening op het gelijkvloers rondbogig zijn terwijl de ramen op de eerste verdieping getoogd zijn. De zolder wordt verlicht door een rondvormig raampje in de zijgevel van het verhoogde middengedeelte.
Kenmerkend voor de meeste stations van Type 1881 en Type 1895 is het gebruik van dakgoten met druiplijst met zaagtandmotief. Bij sommige stations ontbreken deze echter.
Het lampenhok en toiletten voor de reizigers bracht men bij dit type onder in een apart gebouwtje.
De materiaalsoort varieert soms. Vrijwel altijd gebruikte men baksteen (soms met gekleurde baksteenlagen), doch één enkele keer (Station Cour-sur-Heure) verkoos men het gebruik van natuursteen in plaats van baksteen vanwege de inpassing in de omgeving.
Dit type station werd vooral gebruikt bij de nationalisatie van privéspoorwegondernemingen waarbij de reeds aanwezige stations vaak vervangen werden door dit standaardtype. Op Zingem en Olsene na dateren alle stationsgebouwen Type 1895 van voor de Eerste Wereldoorlog.